# Památník rudoarmějce v Pardubicích
Památník rudoarmějce v Pardubicích je jednou z řady soch vzniklých za komunistického režimu, o kterých se vedly nebo vedou vášnivé diskuze. Přemístění památníku je vnitřní záležitostí České republiky. V tomto konkrétním případě nebylo zaznamenáno veřejné vměšování Ruské federace, na rozdíl od sneseného pomníku maršála Koněva v Praze nebo zničeného pomníku v Havlíčkových sadech v Teplicích,a to i přesto, že tvrdé jádro zastánců pomníku zaslalo dopis ruskému konzulátu.

## Vznik
Počátkem padesátých let 20. století vrcholil kult Josifa Vissarionoviče Stalina v Československu. Povinností se stala láska k sovětskému vůdci, která byla „navěky" zhmotňována ve veřejném prostoru. V celém socialistickém bloku byly vztyčovány Stalinovy sochy. Komunističtí funkcionáři v Pardubicích šli s dobou a dne 21. prosince 1952 položili základní kámen památníku sovětského diktátora při vstupu do Tyršova sadu z Náměstí Republiky.
Uplynuly tři roky a konal se XX. sjezd KSSS. Stalin byl „odhalen" jako diktátor, změnila se linie komunistické strany. Nový „trend" se projevil i v Pardubicích. Bylo zapotřebí vztyčit na místě základního kamene jinou sochu. Josef Malejovský, autor sochy Stalina v Plzni nebo sochy Stalina v Liberci, které byly po změně kurzu KSČ odstraněny, začal pracovat na památníku rudoarmějce.
Dne 5. listopadu 1957 byl tento pomník odhalen. V katalogu sochaře Josefa Malejovského je označen jako Pomník osvobození v Pardubicích.

## Popis
Památník vysoký 660 cm je vytesán z pískovce. Na vysokém piedestalu stojí rudoarmějec vysoký 310 cm. Součástí památníku jsou další tři postavy. První je žena, stojící pod podstavcem, která zvedá věnec k nohám stojícího vojáka. Další dvě postavy jsou pionýři držící stráž pod úrovní stojícího vojáka. Kritici památníku poukazují na skutečnost, že Pionýrská organizace vznikla až po roce 1948, a proto jsou postavy pionýrů u rudoarmějce z května roku 1945 historicky nesmyslné. Kritici však nepochopili záměr autora, který vytvořil „obraz v obraze". Nikoli u rudoarmějce, ale u sochy rudoarmějce drží stráž pionýři. Autor se nespokojil s prostou sochou vojáka, zhmotnil i povinný vděk lidu Československa. Památník v Pardubicích byl vytvořen ve spolupráci s architektem Richardem Podzemným.

## Spory o přenesení pomníku
Diskuze o přenesení pomníku se vedou desítky let. První pokusy o jeho odstranění se objevily v roce 1968. Diskuze byla ovlivněna narativem, že Češi jsou bourači pomníků, aniž by bylo zmíněno, že většina bourání, ale i předchozích vztyčování nebyla z vůle Čechů.
O názorech na odstranění informovala hlavně lokální media. Ta předpokládala znalost čtenářů a svůj text často doprovázela pouze fotografiemi samotné sochy rudoarmějce. Odpůrci pomníku kritizovali právě ty části, které na snímcích nebyly.
Česká televize opakovala chybu lokálních medií, když dala prostor názorům známých, ale neobeznámených osobností, kteří diskutovali o soše rudoarmějce a nikoli o celém památníku, který má jiné vyznění. Padl i názor, že se věc měla řešit již v devadesátých letech 20. století, aniž by padla informace, že nejméně od roku 1990 se věc řešila. Spouštěčem této konkrétní diskuze byl pomník v Pardubicích, ale nakonec se diskutovalo o symbolech totalit obecně. Byly vysloveny obavy, aby diskuze o odstranění pomníku nepřehlušila jiné, akuální hrozby.
Politici kalkulovali s neinformovaností občanů a vyhýbali se rozhodnutím, která by jim mohla odebrat hlasy voličů. Odklad rozhodnutí přemístit památník umožnilo riziko vracení dotací, protože na opravu podstavce sochy byla dotace čerpána.

### Argumenty zastánců stávajícího stavu
- Jedná se o památník vyjadřující vděk vojákům Rudé armády, kteří neměli tušení o Stalinových praktikách[12]
- Přenesením památníku přepisujeme dějiny, protože i temné časy jsou naší historií.[5]
- Hrozí vrácení dotace, která byla zčásti čerpána na opravu podstavce památníku.[13]

### Argumenty zastánců přenesení pomníku
- Místo okupovaly svými symboly totalitní režimy. Byly odstraněny, i když byly svědky doby. Na místě nezůstala nacistická orlice ani komunistická socha Lenina. Socha rudoarmějce byla postavena jako ukázka moci komunistického režimu, rok po potlačení revoluce v Maďarsku.[14]
- Pomník není spjat s místem posledního odpočinku padlých vojáků, není tedy hrobovým místem, na které se vztahují mezinárodní dohody.[15]
- Reakce orgánů Ruské federace na přesuny pomníků, které nejsou hrobovým místem, potvrzují, že Rusko chápe tyto pomníky jako hraniční kameny své moci.[15]
- Sousoší neslouží svému účelu, věnce se při výročích kladou jinde.[16]
- Není důvod vzdávat úctu Rudé armádě na tak exponovaném místě, zvlášť s ohledem na skutečnost, že Rudá armáda se v Pardubicích objevila až těsně po válce.[17]
- Úctu vojákům Rudé armády je vhodnější vyjádřit na pohřebišti, kam může být pomník přemístěn. Tam leží vojáci, kteří v Pardubicích podlehli svým zraněním utrpěným před příjezdem do Pardubic.[14]
- Památník brání výhledu na opravený zámek.[16][13]
- Pardubice se hlásí k estetice ztělesněné pardubickým zámkem, Automatickými mlýny a náměstím, z které pomník vybočuje esteticky i řemeslně.[7][18][19]

## Přehled článků o možném přemístění památníku
10. prosince 2010: O rekonstrukci Tyršových sadů referoval autor vítězného návrhu na modernizaci městského parku Tomáš Jiránek. Historik Jiří Kotyk navrhuje, aby byla socha rudoarmějce přemístěna na tzv. pardubický Slavín na městských hřbitovech, které je důstojnější místo.
22. prosince 2010: Se Stalinem a jeho praktikami neměli rudoarmějci nic společného a ani o nich neměli tušení. Tato socha má své oprávnění a není podstatné, zda ruští vojáci osvobodili právě naše město. Skutečně socha brání pohledu na zámek?
21. ledna 2011: Podporujeme odborné stanovisko hlavní architekty města Petry Nacu ve věci přesunu pomníku rudoarmějce. Jsme znechuceni dezinformačním kampaní, rozpoutanou kryptokomunistickou organizací s názvem Společnost Ludvíka Svobody, proti dobré pověsti města dopisy ministerstvu obrany, ruskému generálnímu konzulátu, jimž bylo žalováno na údajnou snahu města sochu zničit.
29. ledna 2011: Měla by být vyzdvižena krásná historie Pardubic, rodu Pernštýnů a jejich zámku. Lepšímu vyznění dominanty brání jenom několik vzrostlých stromů (v roce 2011) a nešťastný pomník.
24. listopadu 2017: Architekti Josef Pleskot a Petr Všetečka představovali projekt revitalizace pardubického zámku a stěžovali si, že z náměstí Republiky je výhled na zámek zakrytý. Místo krásného panoramatu zámku se lidé dívají na umělecky problematický pomník. Bohužel byl v rámci jiného projektu (revitalizace Tyršových sadů) podstavec sochy rudoarmějce rekonstruován. Odstraněním sochy by nebyla dodržena udržitelnost Projektu revitalizace Tyršových sadů, realizovaného v rámci dotačního programu.
23. prosince 2017: Část dotace vynaložená na projekt revitalizace Tyršových sadů by se musela vrátit.
29. dubna 2022 : Sejde se odborná skupina a následně se pro zastupitele uskuteční patrně v červnu seminář. Město by se nemělo unáhlit, aby jeho akt nevypadal jako rusofobie.
11. května 2022 : Rudá armáda má nepopiratelné zásluhy v boji proti nacizmu. Ale v Pardubicích s nacisty nebojovala; přišla až 10. května 1945. Na místních hřbitovech jsou pohřbení vojáci, kteří měli zranění z dřívějška a v Pardubicích jim podlehli. Jeden sovětský voják v Pardubicích skutečně zahynul; nikoli v boji, ale když lovil granátem ryby.
21. června 2022: Pionýři a kolchoznice nemohli vítat rudoarmějce, protože vznikli až několik let po válce. Proto socha není symbolem konce války.
19. července 2022: Na pardubickém náměstí Republiky, které vzniklo před více než sto lety, se v minulosti tyčila říšská orlice, traktor, Lenin a nyní rudoarmějec 
16. června 2023: Památník osvobození nevykazuje výrazné výtvarné ani uměleckohistorické hodnoty, proto byl také vyňat ze seznamu kulturních památek.
14. července 2023: Socha se sem dostala z politického rozhodnutí a její přemístění by mělo být zase na základě politického rozhodnutí a nikoli referenda. Socha nemá z uměleckého hlediska valné hodnoty, dokonce se autor dopustil řemeslných chyb.
9. dubna 2025: Rudoarmějec není symbolem osvobození, ale stalinismu. Mimo jiné proto, že se původně mělo jednat o sousoší se sovětským vůdcem Josifem Stalinem. Dne 21. prosince 1952 byl na místě budoucího památníku položen jeho základní kámen, což se změnilo po odmítnutí kultu jeho osobnosti.
10. května 2025: Díky institutu Paměti národa byly u Památníku rudoarmějce umístěny panely připomínající jeho vznik.